# Lena Ayal
Lena Ayal (Brussel) is een Belgische jazzzangeres.
Ayal, dochter van jazzsaxofonist Joop Ayal, woonde in Parijs, waar ze voor het platenlabel van Francis Cabrel een album uitbracht. In 2007 nam ze in Brussel haar tweede album op, "It Had to Be You", een plaat met soul- en funk-invloeden.

## Discografie
- Dans cette illusion, Sony France, 2000
- It Had to Be You, L.A. Music, 2009